# Martinsburg (Nebraska)
Martinsburg – wieś w Stanach Zjednoczonych, w stanie Nebraska, w hrabstwie Dixon.